# Philip Noel-Baker

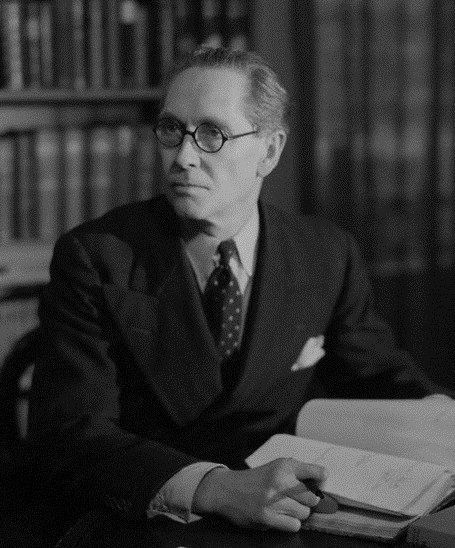
Philip Noel-Baker, 1942

Philip John Noel-Baker, Baron Noel-Baker (* 1. November 1889 in London; † 8. Oktober 1982 ebenda) war Leichtathlet und Mitglied des britischen Parlaments. Er erhielt 1959 den Friedensnobelpreis für seinen Einsatz für den internationalen Frieden.
Bei den Olympischen Sommerspielen 1920 gewann er im 1500-Meter-Lauf eine Silbermedaille und ist damit nicht nur der einzige Nobelpreisträger, der an Olympischen Spielen teilnahm, sondern zudem auch eine Olympiamedaille gewann.

## Leben und Werk

### Ausbildung
Philip Baker wurde 1889 als Sohn eines Parlamentsabgeordneten in London geboren. Seine Familie gehörte der Glaubensgemeinschaft der Quäker an und war entsprechend sehr pazifistisch eingestellt. Er ging auf die Bootham School, ein Internat der Quäker in York, und später in die USA auf das Haverford College in Pennsylvania. Sein Studium der Geschichte und Volkswirtschaft verbrachte er teilweise in Paris an der Sorbonne und in München, abgeschlossen hat er es schließlich in Cambridge am King’s College mit dem Master of Arts. Er heiratete 1915 Irene Noel und änderte seinen Namen in Philip Noel-Baker.

### Sportliche Karriere
Im Jahr 1912 wurde Philip Baker Präsident der Cambridge Union Society. Im gleichen Jahr nahm er an den Olympischen Spielen in Stockholm an den Leichtathletikwettbewerben teil und wurde Sechster über 1500 Meter. 1920 erfolgte die zweite Teilnahme an Olympischen Spielen, diesmal in Antwerpen, bei der er die Silbermedaille im 1500-Meter-Lauf errang. Bei den Olympischen Sommerspielen 1924 in Paris fungierte er als britischer Teamleiter, nahm jedoch nicht mehr an den Wettbewerben teil. Ebenfalls bei den Olympischen Sommerspielen 1952 in Helsinki übernahm er das Amt des Mannschaftsführers. Er wurde später in das Olympische Komitee aufgenommen und war verantwortlich für die britischen Olympiamannschaften. Ab 1960 war er Präsident des Weltrates für Sport und Körpererziehung.

### Politische Laufbahn
Im Jahr 1914 wurde Philip Baker stellvertretender Direktor des Ruskin College in Oxford. Im Ersten Weltkrieg ging er nach Belgien und Frankreich, wo er bei der Friends Ambulance Unit arbeitete. Nach dem Krieg begleitete er Robert Cecil of Chelwood zu den Versailler Verhandlungen 1919. Danach war er von 1922 bis 1924 Sekretär der britischen Delegation beim Völkerbund und von 1924 bis 1929 Professor für internationale Beziehungen an der Universität London.
Im Jahr 1929 wurde er als Abgeordneter der Labour Party in das britische Unterhaus (House of Commons) gewählt und blieb bis 1931. Er wurde Privatsekretär des Staatssekretärs im Außenministerium und war auch Mitglied der britischen Delegation der 10. Völkerbundsversammlung von 1929 bis 1931 in Genf. Bei der Abrüstungskonferenz 1932 bis 1933 begleitete er Arthur Henderson nach Genua als dessen Sekretär. 1936 wurde er erneut in das Unterhaus gewählt und blieb bis 1970 kontinuierlich gewählter Abgeordneter.
In der Regierung von Winston Churchill von 1942 bis 1945 wurde Philip Noel-Baker parlamentarischer Sekretär des Ministers für den Kriegstransport. Er versuchte während dieser Zeit außerdem, durch Radioansprachen in mehreren Sprachen, die Völker der Welt zur Beendigung des Krieges zu motivieren. Nach dem Zweiten Weltkrieg wurde er dann Staatsminister im Außenministerium und war dort für die Probleme der Vereinten Nationen zuständig. Seine Hinweise und Vorschläge, die in die Gründung und frühe Entwicklung der Vereinten Nationen einflossen, wurden 1959 mit dem Friedensnobelpreis geehrt.
Im Juni 1946 wurde Philip Noel-Baker Vorsitzender der britischen Labour Party. Im Kabinett des Premierministers Clement Attlee 1946 bis 1947 wurde er Staatssekretär für die Luftfahrt, von 1947 bis 1950 Staatssekretär für Beziehungen des Commonwealth und anschließend von 1950 bis 1951 Minister für die Brennstoffversorgung. Im Rahmen des Commonwealth war er dabei einer der Hauptverhandlungspartner mit Indien, Neuseeland und Irland, die im Commonwealth verbleiben sollten. Er trat in der Folge vor allem als Gegner der Aufrüstung und der Stationierung US-amerikanischer Raketen in Europa auf. 1955 nahm er als Vertreter Großbritanniens an der Beratenden Versammlung zur Gründung des Europarates und der Europäischen Union teil.
Von 1964 bis 1970 war er Vorsitzender des Parlamentsausschusses für die Auswärtigen Beziehungen in der Labour-Fraktion. Zur Unterhauswahl 1970 trat er nicht mehr an und schied aus dem Parlament aus. 1977 wurde er mit dem Titel Baron Noel-Baker, of the City of Derby, zum Life Peer erhoben und erhielt auf Lebenszeit einen Sitz im House of Lords.
Philip Baker starb am 8. Oktober 1982 in London.

### Freundschaften
Philip Noel-Baker pflegte gute Kontakte zur Reformpädagogin und Friedensaktivistin Elisabeth Rotten. Mit ihr verband ihn das gemeinsame Interesse am entstehenden Völkerbund.

## Auszeichnung
- 1961: Albert-Schweitzer-Buchpreis für Die Konkurrenz der Waffen[4]

## Ehrungen
1959 wurde Noel-Baker der Friedensnobelpreis zugesprochen.